# Funimation
Funimation  (Eigentlich Funimation Productions) war ein amerikanisches Unterhaltungsunternehmen mit Sitz in Flower Mound (Texas). Es hatte sich auf das Übersetzen und Verteilen ausländischer Inhalte, insbesondere von Animes, spezialisiert und war eine der führenden Distributoren von Animes und anderen ausländischen Shows in Nordamerika. Das Unternehmen ging im März 2022 in die Crunchyroll LLC. auf.

## Geschichte

### Frühe Geschichte

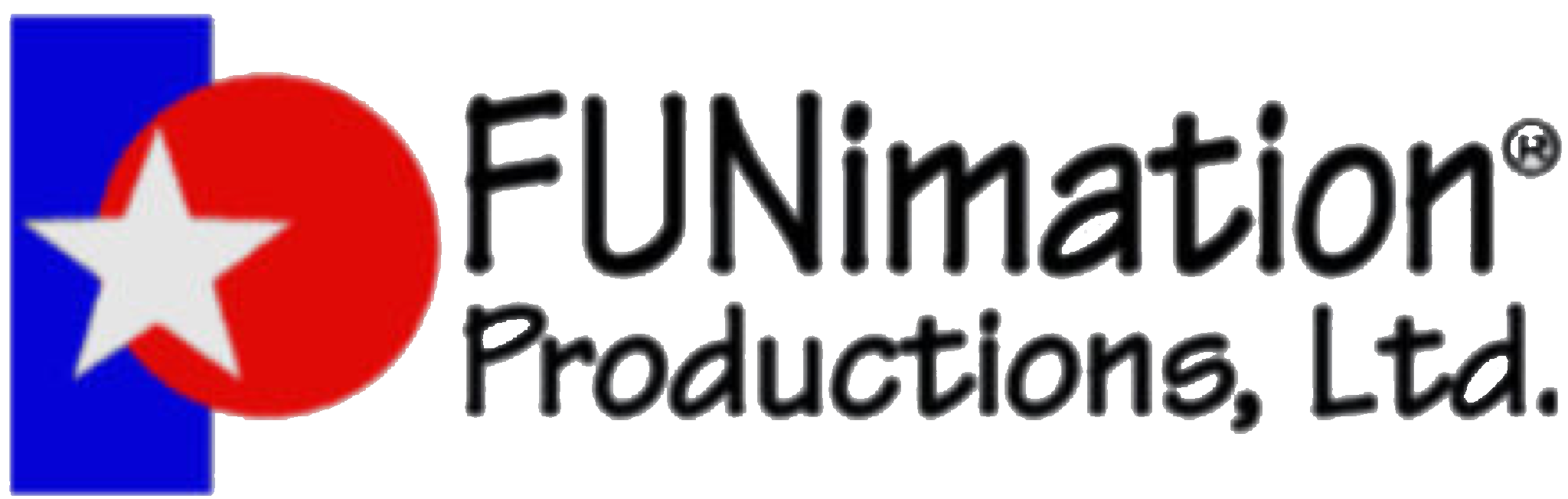
Logo von 1994 bis 2005

Das Unternehmen wurde vom Geschäftsmann Gen Fukunaga und seiner Frau Cindy gegründet. Fukunagas Onkel Nagafumi Hori arbeitete als Produzent für die Tōei Company. Hori schlug vor, dass Tōei Animation die Rechte an dem Franchise lizenzieren würde, wenn Fukunaga eine Produktionsfirma gründen würde und genug Geld sammeln könnte. Fukunaga traf sich mit seinem Kollegen Daniel Cocanougher, dessen Familie eine Futtermühle im texanischen Decatur besaß. Er überzeugte Cocanoughers Familie ihr Geschäft zu verkaufen und als Investor für sein Unternehmen zu fungieren. Am 9. Mai 1994 fand die Gründung des Unternehmens in Silicon Valley als Funimation Productions statt, später erfolgte der Umzug nach North Richland Hills.
Zunächst arbeiteten sie mit anderen Unternehmen, wie BLT Productions, Ocean Studios, Pioneer und Saban Entertainment, an Dragon Ball zusammen. Nach zwei abgebrochenen Versuchen, das Dragon-Ball-Franchise über die erstmalige Syndizierung einem US-amerikanischen Publikum zugänglich zu machen, gelang es ihm 1998 schließlich, die Dragon-Ball-Z-Serie im Toonami-Programmblock von Cartoon Network zu übertragen. Zusammen mit dem britischen Unternehmen Maverick vertreibt Funimation seit 2003 Titel vom kanadischen Unternehmen Nelvana. Darunter sind Titel wie Retter von Redwall, Geschichten aus der Gruft und Timmy geht zur Schule.

### Übernahme durch die Navarre Corporation
Am 11. Mai 2005 wurde Funimation von der inzwischen aufgelösten Navarre Corporation für 100,4 Millionen US-Dollar in bar und 1,8 Millionen Aktien von Navarre übernommen. Im Rahmen der Akquisition wurde Gen Fukunaga als Leiter des Unternehmens beibehalten und in die Position des CEO überführt. Der Name des Unternehmens wurde von Funimation Productions in Funimation Entertainment geändert. Funimation und OlympuSAT starteten im Jahr 2005 den Funimation Channel. 2007 zog Funimation von North Richland Hills nach Flower Mound um. Dort hatte das Unternehmen einen Mietvertrag für 10 Jahre im Lakeside Business District.
Im Februar 2008 teilte der Navarre CEO Cary Deacon mit, dass sich Funimation in den Verhandlungen um einige Titel aus dem ehemaligen Portfolio der US-Devision von Geneon befände. Der Betrieb von Geneom wurde im Dezember 2007 eingestellt. Funimation bestätigte im Juli 2008 die Übernahme einiger Titel aus dem Geneon-Portfolio. Auf der Anime Expo 2008 gab Funimation bekannt, über 30 Titel aus dem Sojitz-Katalog erworben zu haben, die zuvor von ADV Films lizenziert worden waren. 2009 unterzeichnete Funimation einen Vertrag mit Tōei Animation, um mehrere seiner Anime-Titel online über die Funimation-Website und Hulu zu streamen.

### Unabhängiges Unternehmen

Funimation-Logo von 2005 bis 2016

Im ersten Quartal 2011 stufte die Navarre Corporation Funimation als "discontinued operations" ein. Am 4. April 2011 veröffentlichte Navarra eine Erklärung, in der bekannt gegeben wurde, dass Funimation für 24 Millionen US-Dollar an eine Gruppe von Investoren verkauft wurde, zu denen auch der ursprüngliche Eigentümer Gen Fukunaga gehörte. Es wurde auch angekündigt, dass Navarra als exklusiver Distributor von Funimations Titeln bleiben würde.
Am 14. Oktober 2011 kündigten Funimation und die englische Version der japanische Streamingseite Nico Nico Douga eine dauerhafte Partnerschaft für Lizenzierungen von Animes im Streaming- und Heimvideo-Bereich an. Dazu wurde das Label Funico gegründet. Ab diesen Zeitpunkt wurden fast alle Simulcasts aus dem NicoNico-Portfolio von Funimation erworben. Der Deal wurde inzwischen gekündigt. In Zusammenarbeit mit Screenvision brachte Funimation 2014 den Film Dragonball Z: Kampf der Götter in die US-amerikanischen Kinos. Durch den Erfolg des Filmes gründete Funimation im Dezember 2017 den Filmverleih Funimation Films.
Am 22. Juni 2015 gaben Funimation und Universal Pictures Home Entertainment einen mehrjährigen Vertrag über den Vertrieb von Heimvideos bekannt. Die Vereinbarung ermöglicht es Universal Pictures den Vertrieb und Verkauf des Funimation-Portfolios zu verwalten. Universal begann den Vertrieb des Portfolios im Oktober 2018. Funimation und Crunchyroll gaben am 8. September 2016 eine Partnerschaft bekannt. Ausgewählte Funimation-Titel sollten auf Crunchyroll mit Untertitel gestreamt werden, während ausgewählte Crunchyroll-Titel auf FunimationNow mit Synchronisation gestreamt werden sollten. Shout! Factory erwarb im Mai 2017 die Vertriebsrechte für den Film In this Corner of the World. Funimation Films brachte den Film, in Kooperation mit Shout! Factory, am 11. August 2017 in die US-amerikanischen Kinos.

### Funimation unter Sony
Im Mai 2017 wurde berichtet, dass Universal Studios und Sony Pictures Television am Kauf von Funimation interessiert seien. Universal entschied sich jedoch sich aus dem Bieten zurückzuziehen. Am 31. Juli 2017 gab Sony Pictures Television bekannt, dass das Unternehmen eine Mehrheitsbeteiligung von 95 % an Funimation für 143 Millionen US-Dollar erwerben wird. Die Transaktion wurde am 22. August 2017 vom US-Justizministerium genehmigt. Dieser Deal ermöglicht es Funimation Synergien mit den Sony-Geschäftsbereichen Animax und Kids Station zu erzielen und direkten Zugang zu dessen Portfolios zu erhalten. Zum 27. Oktober 2017 wurde der Deal durchgeführt.
Am 18. Oktober 2018 gaben Funimation und Sony Pictures bekannt, dass ihre Partnerschaft mit Crunchyroll am 9. November 2018 enden wird. Diverse Funimation-Titel wurden aus dem Crunchyroll-Programm und diverse Crunchyroll-Titel aus dem Funimation-Programm genommen. Die Veröffentlichungen von Heimvideos waren davon nicht betroffen und liefen weiter.
Außerdem wurde angekündigt, dass Funimation vollständig aus dem von Otter Media betriebenen Streaming-Dienst VRV entfernt wird und man zukünftig über Hidive Animes anbieten wird. Im Dezember 2018 äußerte sich Funimation-Präsident Gen Fukunaga, dass man bereit gewesen wäre den Deal zu verlängern. Bei dem alten Deal war es Funimation untersagt, seine Titel außerhalb von Crunchyroll international großflächig anzubieten. Sony hingegen wollte mit Funimation international expandieren und entsprechend auch sein Portfolio großflächig anbieten. Darauf ließ sich Crunchyroll nicht ein, so dass die Partnerschaft beendet wurde.
Am 4. Dezember 2018 unterzeichnete Funimation mit Hulu einen mehrjährigen Video-on-Demand-Vertrag. Mit diesem Vertrag werden Funimation-Simulcasts, für eine bestimmte Zeit, exklusiv auf den Plattformen FunimationNow und Hulu angeboten.
Am 1. Februar 2019 gab Gen Fukunaga bekannt, dass er sein Amt als Präsidenten niederlegen und zum Vorstand des Unternehmens wechseln werde, im Mai 2019 übernahm Colin Decker die Position des Präsidenten.
Auf der AnimeJapan 2019 gab Funimation bekannt, dass man mit dem chinesischen Streaming-Dienst Bilibili zusammen arbeitet, um gemeinsam Anime-Titel für den US-amerikanischen und den chinesischen Markt zu lizenzieren. Funimation gab am 29. Mai 2019 die Übernahme von Manga Entertainment UK bekannt und konsolidierte das Geschäft von Funimation in Großbritannien umgehend in Manga Entertainment.
Sony Pictures Television und Aniplex gaben am 24. September 2019 bekannt, dass sie ihr internationales Anime-Streaming-Geschäft in einem neuen Joint Venture zusammenfassen. Funimation-Geschäftsführer Colin Decker führt das Joint Venture an. Das Joint Venture wird unter dem Markennamen Funimation Global Group geführt und ermöglicht Funimation, Titel gemeinsam mit den Aniplex-Tochtergesellschaften Wakanim und Madman Entertainment (AnimeLab) zu erwerben und zu vertreiben. Am 8. August 2021 übernahm Sony Pictures Entertainment die Crunchyroll LLC. und unterstellte sie der Funimation Global Group. Funimation, Crunchyroll, Wakanim und Animax Deutschland kündigten am 1. März 2022 an, dass man das Angebot auf Crunchyroll bündeln wird und neue Serien zukünftig nur noch auf Crunchyroll erscheinen sollen. Bereits laufende Serien sollen auf den bisherigen Plattformen noch beendet werden. Im Zuge dieser Zusammenlegung wurde auch die Umfirmierung der Funimation Global Group in Crunchyroll LLC. bekannt gegeben sowie das Umbranding ihrer globalen Identitäten.
Am 16. März 2022 wurde bekannt gegeben, dass die Heimvideo-Veröffentlichungen von Funimation unter dem Crunchyroll-Banner vertrieben werden, wobei das Logo des letzteren das des ersteren auf dem Rücken und der Rückseite der Umschläge für jede neue Veröffentlichung ersetzt, die ab Juni 2022 herauskommt.

## Funimation Channel
Funimation Channel wurde am 29. September 2005 gestartet und war ein Kabel-Sender für Animes. Er wurde von Funimation Entertainment und OlympuSAT betrieben.
Als der Kanal zum ersten Mal gestartet wurde, war er für einige Städte über digitale UHF-Signale verfügbar. Der Dienst war vorübergehend, da der Sender versuchte, in der bereits überfüllten digitalen Kabellandschaft Fuß zu fassen. Ein weiterer kurzfristiger Service war die Syndizierung eines Funimation-Channel-Blocks für das mit OlympuSAT verbundenen Netzwerk Colors TV. Der Block wurde später zugunsten eines erfolgreicheren Ausbaus im Abo-Fernsehen eingestellt. Am 1. Mai 2008 wurde Funimation Channel zu einem rund um die Uhr auf Englisch synchronisierten Anime-Abonnement-Netzwerk, das zweite seiner Art in Nordamerika. Der Sender startete seinen HD-Feed am 27. September 2010. Am 31. Dezember 2015 beendeten Funimation und OlympuSAT ihren Vertrag und sendeten keine Funimation-Titel mehr auf dem Sender. Der Sender wurde in Toku umbenannt. Funimation plante für 2016 ein Neustart des Funimation Channels, zu dem es nie kam.

## FunimationNow
FunimationNow wurde 2016 von Funimation angekündigt und war ein Video-on-Demand-Anbieter für Animes. Es wurde über die Internetseite von Funimation vertrieben und war verfügbar in den USA, Vereinigtes Königreich, Irland, Australien und Neuseeland. Neben einem kostenlosen Zugang bot FunimationNow auch ein Abo-Model an, mit dem Premium-Inhalte geschaut werden konnten. Im Januar 2020 wurde bekannt, dass Funimation den Zugang zu FunimationNow in Australien und Neuseeland am 30. März 2020 einstellen wird und in diesen Ländern nur noch über AnimeLab streamen wird. Titel von FunimationNow sind bereits auf AnimeLab übertragen worden. Bereits ein Jahr später wurde dies Rückgängig gemacht und man kündigte am 10. Juni 2021 an, dass AnimeLab eingestellt und sämtliche Video-Inhalte und bestehende Abonnenten auf die Website von Funimation übernommen werden soll. Der Dienst AnimeLab bleibt dabei für die Übergangsphase bestehen, dabei werden Simulcast-Titel exklusiv auf Funimation zur Verfügung stehen. Im März 2022 wurde bekannt, dass das Programm von FunimationNow auf Crunchyroll migriert werden soll und neue Titel nur noch dort erscheinen soll. Lediglich bereits laufende Serien sollen auf FunimationNow weiterlaufen. Der Dienst FunimationNow und dessen Internetauftritt werden zum 2. April 2024 eingestellt.

## Alternative Distribution
Am 19. September 2006 richtete Funimation auf YouTube einen offiziellen Kanal ein, auf dem Anzeigen für Box-Sets sowie Clips und Vorschau-Episoden ihrer lizenzierten Serien hochgeladen werden. Im Juli 2008 gaben Funimation und Red Planet Media die Einführung eines mobilen Video-on-Demand-Dienstes für AT&T-Mobility- und Sprint-Mobiltelefonabonnenten bekannt. Drei Titel waren Teil des Starts, Gunslinger Girl, Tsukuyomi – Moon Phase und The Galaxy Railways, wobei jeweils ganze Staffeln zur Verfügung standen. Im September 2008 begannen sie, komplette Folgen der Serie auf Hulu zu verbreiten. Im Dezember desselben Jahres fügte Funimation ihrer Hauptwebsite einen Videobereich mit Vorschau-Episoden verschiedener Serien hinzu. Im April 2009 begannen sie bei Veoh komplette Serien zu vertreiben. Vollständige Episoden sind auch auf dem YouTube-Kanal sowie auf Netflix, im PlayStation Network (PSN) und auf dem Xbox-Live-Marktplatz verfügbar.

## Rechtsstreitigkeiten

### Anti-Piraterie
Im Jahr 2005 verfolgte die Rechtsabteilung von Funimation einen aggressiveren Ansatz zum Schutz der lizenzierten Titel des Unternehmens. Sie begann, Abmahnungen an Betreiber von Internetseiten zu senden, die Links zu Fansubs ihrer Titel anbieten. Die Rechtsabteilung von Funimation verschickte Abmahnungen für mehrere Serien, darunter Tsubasa – Reservoir Chronicle, Black Cat und Solty Rei. Funimation enthüllte am 6. Oktober 2006 weitere Lizenzen, als es Briefe an Torrent-Seiten schickte, in denen gefordert wurde, dass die Verbreitung von ×××HOLiC, Mushishi, Ragnarok the Animation und anderen Serien unterlassen werden soll. Das Unternehmen hat seit Oktober 2009 routinemäßig DMCA-Deaktivierungsmitteilungen eingereicht, um das nicht autorisierte Verteilungen der Titel aus dem Funimation-Portfolio zu verhindern und diese von den Google-Suchergebnissen entfernen zu lassen.
Im Januar 2011 reichte Funimation in den USA eine Klage gegen BitTorrent-Nutzer ein, weil sie One Piece über die Filesharing-Plattform heruntergeladen hatten. Funimation ließ die Klage im März 2011 fallen, nachdem ein Richter aus Nordtexas bereits angedeutet hatte, dass das Gericht Anwälte für die Angeklagten ernennen würde. Der Richter war der Ansicht, dass die Angeklagten unabhängig voneinander handelten und daher nicht als Gruppe angeklagt werden können. Jeder müsste einzeln angeklagt werden.

### Streitigkeiten mit Partnern
Funimation verklagte im November 2011 A.D. Vision, AEsir Holdings, Section23 Films, Valkyrie Media Partners, Seraphim Studios, Sentai Filmworks und seinen CEO John Ledford sowie Switchblade Pictures wegen Vertragsbruch und anderer Probleme. Laut Funimation erfolgte die Übertragung von Vermögenswerten durch ADV mit der Absicht, die Gläubiger von ADV Films aufzuschieben, zu behindern oder zu betrügen. Funimation strebte den Verkauf von Vermögenswerten durch ADV als nichtig an. Die Klage wurde im Jahr 2014 in Mediation beigelegt. Die Bedingungen des Vergleichs wurden nicht bekannt gegeben.

### Kojicast-Klage
Am 24. April 2019 reichte Kojicast eine Klage gegen Funimation ein und machte geltend, dass der FunimationNow-Streaming-Dienst des Unternehmens eine Verletzung des Patents von Kojicast darstelle.